# Espoo Metro Areena

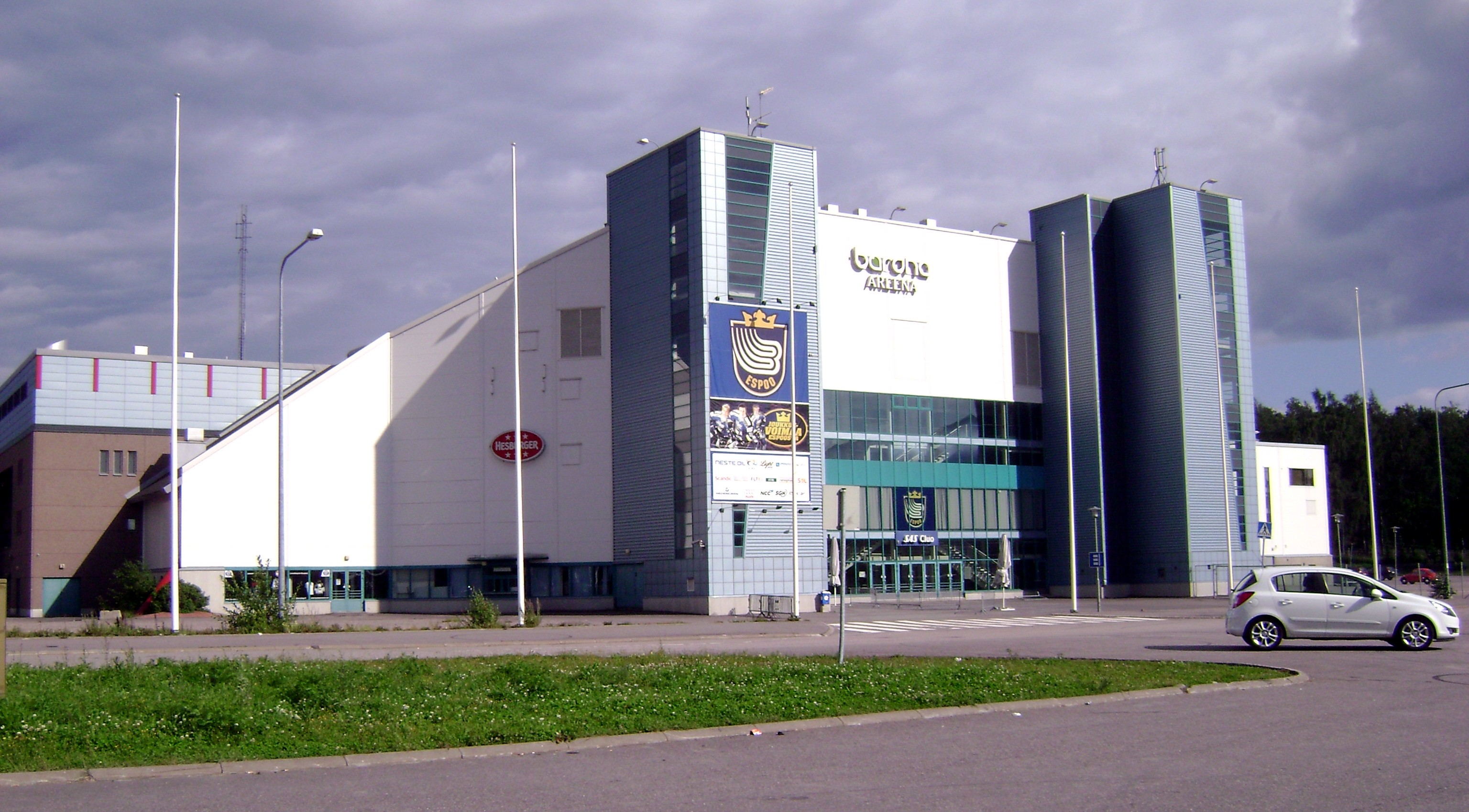
De Espoo Metro Areena langs de buitenkant

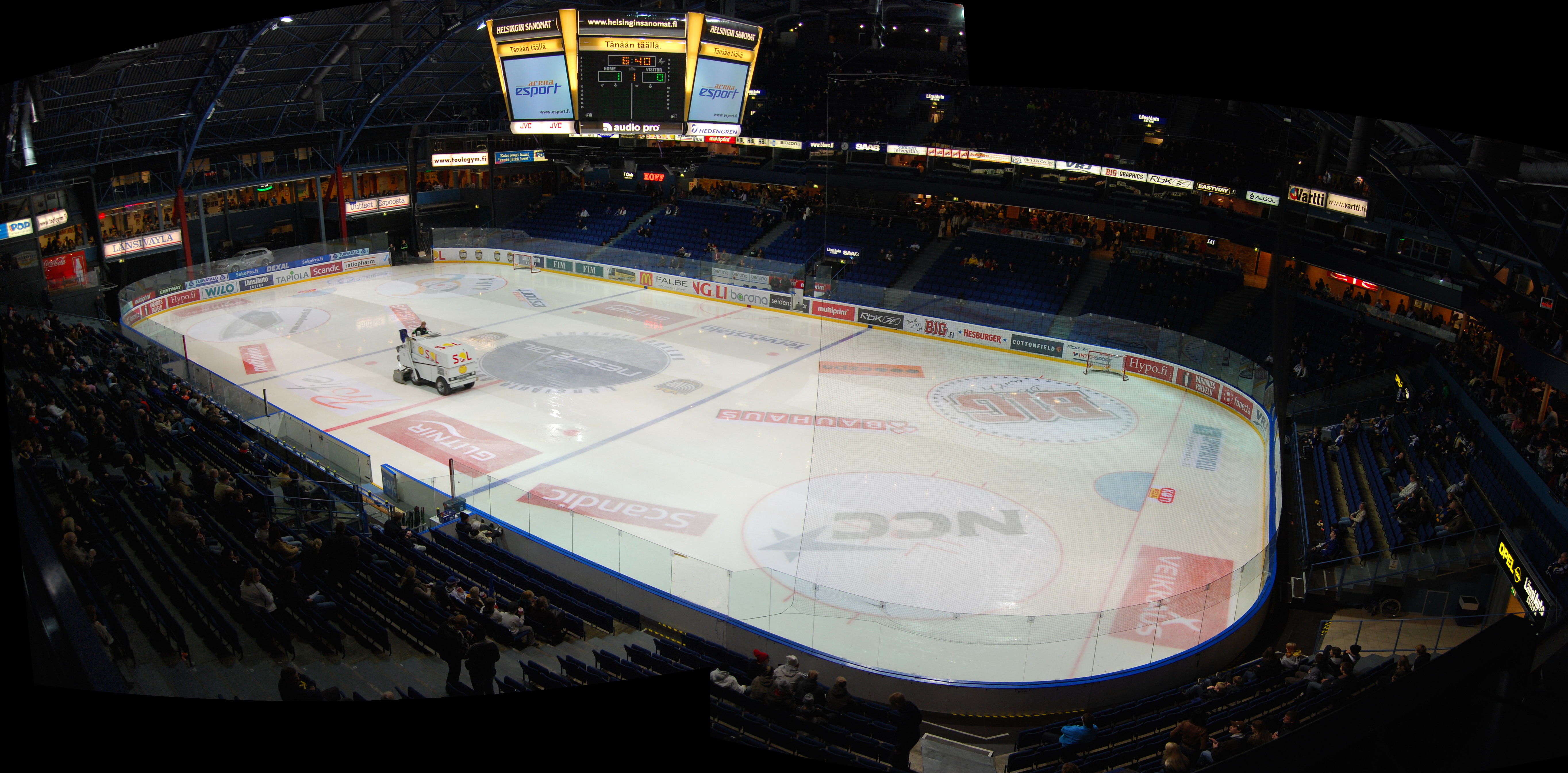
De ijshockeybaan binnenin de Espoo Metro Areena

De Espoo Metro Areena (tot 2015 bekend als Barona Areena) is een ijshal in Espoo, Finland. De hal wordt voornamelijk gebruikt voor ijshockey en is de thuisbasis van ijshockeyclub Espoo Blues. De hal werd gebouwd in 1999 en biedt plaats aan 7036 toeschouwers. De hoofdsponsor van de Espoo Metro Areena is Hesburger, de grootste fastfood-keten in Finland.
Er worden ook concerten georganiseerd. Zo traden onder andere Bryan Adams, Alice Cooper en Helmut Lotti hier op.